# Dick és Jane trükkjei
A Dick és Jane trükkjei (eredeti cím: Fun with Dick and Jane) 2005-ben bemutatott amerikai filmvígjáték, melyet Dean Parisot rendezett. A forgatókönyvet Judd Apatow és Nicholas Stoller írta, az 1977-es Mókás páros című film remake-jeként. A főbb szerepekben Jim Carrey, Téa Leoni, Alec Baldwin és Richard Jenkins látható.
A történet főszereplője egy felső-középosztálybeli házaspár, Dick és Jane Harper, akik a férj vállalatának csődbe menetele után rablással próbálnak pénzt szerezni.

## Cselekmény
|  | Alább a cselekmény részletei következnek! |

Dick Harper 2000-ben a Globodyne nevű cégnek dolgozik. Kinevezik kommunikációs alelnöknek, ezután interjút ad a Pénzvilág (Money Life) című műsorban, ahol a házigazda Sam Samuels és műsorvezető társa, Ralph Nader kellemetlen kérdéseket tesz fel, a vezetőkről, pénzügyi igazgatóról és a cégről. Ezután a vállalat részvényei szinte pillanatok alatt elértéktelenednek, még a dolgozók nyugdíjrészvényeik is, mert azok is Globodyne részvényekben vannak. Amíg a műsorvezetők a vállalatról beszélgetnek, miközben a képernyőn azt mutatják, ahogy a részvények percről percre zuhannak, persze erről Dick közben nem tud.
A következő hónapok azzal telnek, hogy munkát próbál magának találni, de nem jár szerencsével mert nem sikerül jól fizető munkát kapnia. A család közben egyre szegényedik, kénytelenek lemondani dolgokról (például a ház előtti gyepről, a medencéről, vagy éppen az autóról, amit egyre kisebbre cserélnek, kikapcsolják az áramot és a vizet), cselekedniük kell. Dick végső elkeseredésében kitalálja, hogy ha kell nem teljesen törvényes eszközöket is bevet. Így indulnak rabló körútjukra. Végül az egyik volt Globodyne-os segítségével kicsalják a vállalat vezetőjének, Jack McCallister-nek hatalmas vagyonát és szétosztják a károsult dolgozók között.
|  | Itt a vége a cselekmény részletezésének! |

## Szereplők
| Szerep                       | Színész              | Magyar hang      |
| ---------------------------- | -------------------- | ---------------- |
| Dick Harper                  | Jim Carrey           | Kerekes József   |
| Jane Harper                  | Téa Leoni            | Für Anikó        |
| Jack McCallister             | Alec Baldwin         | Csankó Zoltán    |
| Frank Bascombe               | Richard Jenkins      | Uri István       |
| Veronica Cleeman             | Angie Harmon         | Peller Anna      |
| Garth                        | John Michael Higgins | Pálfai Péter     |
| Joe Cleeman                  | Richard Burgi        | Rosta Sándor     |
| Oz Peterson                  | Carlos Jacott        | Balázsi Gyula    |
| Debbie Peterson              | Stephnie Weir        | Kiss Anikó       |
| dühös telefonáló (hangja)    | David Herman         |                  |
| Billy Harper                 | Aaron Michael Drozin | Czető Ádám       |
| Blanca                       | Gloria Garayua       | Kocsis Mariann   |
| bolti eladó                  | Jason Marsden        | Posta Victor     |
| Bevándorlási Hivatal ügynöke | Clint Howard         | Lukácsi József   |
| Dick szomszédja              | Vincent Curatola     |                  |
| Pyramid Tech vezérigazgató   | Jeff Garlin          | Garamszegi Gábor |
| kísérleti majom              | Crystal a majom      | –                |
| Héctor                       | Luis Saguar          | Kapácsy Miklós   |
| Jack asszisztense            | Timm Sharp           | Simon Aladár     |
| Phyllis                      | Laurie Metcalf       | Koffler Gizi     |
| játékbolt biztonsági őre     | James Whitmore       |                  |
| önmaga                       | Ralph Nader          | Kapácsy Miklós   |
| Lucy                         | Kym Whitley          | Peller Mariann   |

## Érdekességek
- Dick vállalata, a Globodyne, és annak bukása, paródiája jó néhány 21. század elején csődbe ment vállalatnak. Például: Enron, Global Crossings és MCI Worldcom. A film végén külön köszönetet mondanak a vállalatok vezetőinek, konkrétan megnevezve őket.
- A film során szépen cserélődnek az autói. A film elején mindenki BMW 7-est vezet. Dicknek van egyedül egy BMW 3-a a 80-as évekből. Később egy BMW 7-est lízingel, amit később egy Ford Festiva-ra cserél, a végén már egy Volkswagen Cabriót tudhat magáénak.
- A kávéházban forgatott rablójelenet során, mikor Téa Leoni átcsúszott a pulton, komolyan megsebezte a vállát.